# Гендерсон Тауншип (округ Джефферсон, Пенсільванія)
Гендерсон Тауншип (англ. Henderson Township) — селище (англ. township) в США, в окрузі Джефферсон штату Пенсільванія. Населення — 1940 осіб (2020).

## Демографія
Згідно з переписом 2010 року, у селищі мешкало 1816 осіб у 577 домогосподарствах у складі 444 родин. Було 628 помешкань
Расовий склад населення:
| - 97,0 % — білих - 0,2 % — корінних американців - 0,1 % — азіатів |

До двох чи більше рас належало 2,0 %. Частка іспаномовних становила 1,2 % від усіх жителів.
За віковим діапазоном населення розподілялося таким чином: 34,9 % — особи молодші 18 років, 54,1 % — особи у віці 18—64 років, 11,0 % — особи у віці 65 років та старші. Медіана віку мешканця становила 30,1 року. На 100 осіб жіночої статі у селищі припадало 101,6 чоловіків;  на 100 жінок у віці від 18 років та старших — 100,5 чоловіків також старших 18 років.
Середній дохід на одне домашнє господарство  становив 52 530 доларів США (медіана — 45 000), а середній дохід на одну сім'ю — 54 903 долари (медіана — 54 063). Медіана доходів становила 42 313 долари для чоловіків та 27 153 долари для жінок. За межею бідності перебувало 22,3 % осіб, у тому числі 37,1 % дітей у віці до 18 років та 11,4 % осіб у віці 65 років та старших.
Цивільне працевлаштоване населення становило 726 осіб. Основні галузі зайнятості: виробництво — 18,5 %, освіта, охорона здоров'я та соціальна допомога — 15,8 %, будівництво — 14,9 %.